# JEWEL SONG/BESIDE YOU -나를 부르는 소리-
《JEWEL SONG/BESIDE YOU -나를 부르는 소리-》(일본어: JEWEL SONG/BESIDE YOU -僕を呼ぶ声- -보쿠오요부코에[*])는 대한민국의 여자 가수 보아의 8번째 일본 싱글이다.

## 설명
- 전작 〈기적/NO.1〉으로부터 3개월만의 싱글이다. 두 번째 더블A 사이드 싱글이기도 하다.
- 2002년의 보아가 발매한 6번째 음반이다.
- 〈JEWEL SONG〉은 아사히TV계열이자 MBC 드라마인 《이브의 모든 것》의 주제곡으로 사용되었다. 하지만 이것은 일본의 드라마가 아님으로 정식 드라마 주제곡 타이업이라고 보지는 않는다.
- 〈BESIDE YOU -나를 부르는 소리-〉는 애니메이션 《아소봇 오공》의 오프닝 곡으로 사용되었다. 한국에서 리메이크 된 적이 있지만, 보아가 직접 부르지는 않았다.
- 〈JEWEL SONG〉은 보아의 한국 소속사 SM엔터테인먼트의 시즌 앨범 《2002 Winter Vacation in SMTOWN.COM》의 한국어 버전으로도 수록되었고, 뮤직비디오 한국어, 일본어 둘 다 촬영 되었다.

## 수록곡
1. JEWEL SONG 
  - 작사 : 와타나베 나츠미 / 작곡·편곡 : 하라 카즈히로
2. BESIDE YOU -僕を呼ぶ声- 
  - 작사 : 와타나베 나츠미 / 작곡：BOUNCEBACK / 편곡 : h-wonder
3. JEWEL SONG (Instrumental)
4. BESIDE YOU -僕を呼ぶ声- (Instrumental)